# Pete Wentz
Peter Lewis Kingston Wentz (Wilmette, Illinois, 1979. június 5. –) amerikai zenész, a Fall Out Boy együttes tagja.

## Élete
Középiskolájában középpályásként focizott. Tanulmányait a chicagói DePaul Egyetemen folytatta, ahol jogot tanult, de az első szemeszter után a zene felé fordult. Később a North Shore Country Day iskolában szerezte meg jogi diplomáját. A hardcore-punk stíluson nőtt fel, játszott az Arma Angelus', az Extincion és a Yellow Road Priest nevű zenekarokban. A Fall Out Boy 2001-ben indult Wilmette-ből, egy Chicago környéki kisvárosból. Patrick Stump (ének, gitár), Pete Wentz (basszusgitár, vokál), Joe Trohman (gitár) és Andrey Hurley (dobok) alkotják a zenekart.
Az első CD egy kislemez volt a Project Rockettel közösen, még 2002-ben. Ugyanaz a kiadónál, az Uprising Records adta ki egy évvel később a Fall Out Boy's Evening Out With Your Girlfriend címmel az első nagylemezt. Az album megjelenését követően csatlakozott Hurley a bandához. Egy éven belül adták ki a második lemezt is Take This to Your Grave címmel, amely aranylemezes lett. A banda kitört az underground státuszból, és feltörekvő poppunk zenekarrá avanzsált. 2004-ben adták ki My Heart Will Always Be the B-Side to My Tongue című albumukat.
2005-ben gyógyszer-túladagolással öngyilkosságot kísérelt meg. Erről szól a 7 Minutes in Heaven című dala, a From Under the Cork Tree dupla platinás lemezről, melynek kapcsán Grammy-díjra jelölték, legjobb felfedezett kategóriában. 2007 februárjában jelent az Infinity on High nagylemez, az Islands Records gondozásában.
2006 februárjában kiadott egy könyvet The Boy With The Thorn In His Side címmel, mely gyermekkori félelmeiről szól.
Azóta több lemezüket is kiadták.  Folie á Deux, Believers Never Die, Save Rock and Roll, American Beauty/American Psycho. Az American Beauty/American Psycho (AB/AP) két könyvről kapta a nevét.
Először Ashlee Simpsonnal házasodott össze, egy gyerekük is született: Bronx Mowgli Wentz.
Később elváltak, majd megismerkedett Meagan Jane Camperrel, akitől megszületett Saint Laszlo Wentz.
Egy lemezkiadóval is büszkélkedhet, a DCD2 Recordsszal.